# Professional Fighters League
Professional Fighters League (PFL), före detta World Series of Fighting (WSOF) är en MMA-liga. Det är den första organisationen som erbjuder en stående MMA-liga med säsong, finaler och en årlig världsmästare.
PFL:s första säsong avslutades på Huluteatern vid Madison Square Garden i New York. 
Mästarna i var och en av PFL:s viktklasser får en vinstsbonus på en miljon USD vardera.

## Föregångare
World Series of Fighting (WSOF) startade 2012 och hade då en TV-deal med NBC Sports Network. Strax efter galan offentliggjordes så rapporterade WSOF även att den kontrakterat Bas Rutten och Michael Schiavello som kommentatorer.
I september 2013 började även kommentatorn Kenny Rice, reportern Joey Varner och ringpresentatören Jazz Securo. Todd Harris som arbetade åt NBC Sport var WSOF:s ordinarie play-by-play kommentaror. WSOF anordnade total 35 galor.

### Internationell satsning
2013 startades dotterbolaget WSOF Global Championship som anordnade galor i Japan, Kina, Filippinerna med flera.

### Nya ägare
MMAX Investment Partners (en grupp investerare från Reston, Virginia) köpte 2017 en kontrollerande post i WSOF. I april samma år döpte de om organisationen till Professional Fighters League.

## Poäng och format
PFL använder sig av Unified rules of Mixed Martial Arts under Nevada State Athletic Commission. Ligans matcher hålls i en decagon, en tiohörning.
De åtta atleter i varje viktklass med mest poäng går vidare till slutspel. Poängsystemet är baserat på vinstpoäng med avslutsbonusar. Tre poäng går till vinnaren och noll päng till förloraren i det vanliga vinstpoängsystemet. Blir matchen oavgjord får båda atleterna en poäng vardera. Avslutsbonusarna är tre bonuspoäng för avslut i första ronden. Två poäng för avslut i andra ronden, och en poäng för avslut i tredje ronden.

## Galor
Huvudsidan med alla PFL:s galor.

## Säsongen 2018

### Format
2018 års säsong bestod av sju galor med sex viktklasser som gick mellan juni och augusti. 
Slutspelet bestod av fyra galor som gick varje lördag i oktober och sedan avslutades med finalen på nyårsafton. Den bestod av sex mästerskapsmatcher med en total prispott på 10 miljoner USD.

### 2018 års galor
- Torsdag 7 juni: Madison Square Garden, New York, NY
- Torsdag 21 juni: Chicago Theater, Chicago, IL
- Torsdag 5 juli: GWU Smith Center, Washington, D.C.
- Torsdag 19 juli: Nassau Coliseum, Long Island, NY
- Torsdag 2 augusti: Nassau Coliseum, Long Island, NY
- Torsdag 16 augusti: Ocean Resort Casino, Atlantic City, NJ
- Torsdag 30 augusti: Ocean Resort Casino, Atlantic City, NJ

- Fredag 5 oktober, slutspel: Ernest N. Morial Convention Center, New Orleans, LA
- Lördag 13 oktober, slutsel: Playoff Event, Long Beach Arena, Long Beach, CA
- Lördag 20 oktober, Playoff Event, St. Elizabeths East Entertainment and Sports Arena, Washington D.C.
- Måndag 31 december, final: Huluteatern vid Madison Square Garden, New York, NY

### Atleter
Till 2018 års säsong fanns det 72 MMA-utövare fördelade på sex viktklasser.

## Säsongen 2019

### Format
2019 års säsong bestod av sex galor med sex viktklasser som gick mellan maj och augusti.
Slutspelet bestod av tre galor som gick i oktober och sedan avslutades med finalen på nyårsafton.

### 2019 års galor
- Torsdag 9 maj: Nassau Coliseum, Long Island, NY
- Torsdag 23 maj: Nassau Coliseum, Long Island, NY
- Torsdag 6 juni: Nassau Coliseum, Long Island, NY
- Torsdag 11 juli: Ocean Resort Casino, Atlantic City, NJ
- Torsdag 25 juli: Ocean Resort Casino, Atlantic City, NJ
- Torsdag 8 augusti: Ocean Resort Casino, Atlantic City, NJ

- Fredag 11 oktober, slutspel: Mandalay Bay, Las Vegas, NV
- Torsdag 17 oktober, slutspel: Mandalay Bay, Las Vegas, NV
- Torsdag 31 oktober, slutspel: Mandalay Bay, Las Vegas, NV

- Tisdag 31 december: final, Huluteatern vid Madison Square Garden, New York City, NY

Till 2019 års säsong var kommentatorerna 2018 års lätt tungviktsmästare Sean O'Conell, Randy Couture, Caroline Pearce och före detta UFC-lättviktsatleten Yves Edwards och WWE:s före detta ringpresentatör Lilian Garcia som arbetar inne i decagonen.

### Atleter
Till 2019 års säsong fanns det 68 MMA-utövare fördelade på sex viktklasser, inklusive en nyöppnad damernas lättvikt.

## Säsongen 2020

### Format
Innan coronaviruspandemin var 2020 års säsong planerad att starta 21 maj. PFL hade även planer på samarbeten med andra mma-organisationer för att genom kvalificeringsturneringar i andra länder och världsdelar vaska fram nya talanger till huvudturneringen.

### Atleter
Samtliga sex mästare från 2019 års säsong var klara för 2020 års säsong.
Andra namnkunniga tillskott till 2020 års säsong var Rory MacDonald, Olivier Aubin-Mercier och Justin Willis.

## Säsongen 2021

### Format
Säsongen 2021 planerades att börja i april för att sedan fortsätta som tidigare år med finalen på nyårsafton.

### 2021 års galor
- Fredag 23 april: Ocean Casino Resort, Atlantic City, NJ
- Torsdag 29 april: Ocean Casino Resort, Atlantic City, NJ
- Torsdag 6 maj: Ocean Casino Resort, Atlantic City, NJ
- Torsdag 10 juni: Ocean Casino Resort, Atlantic City, NJ
- Torsdag 17 juni: Ocean Casino Resort, Atlantic City, NJ
- Fredag 25 juni: Ocean Casino Resort, Atlantic City, NJ

- TBD
- TBD
- TBD
- Fredag 31 december: final, TBD

### Atleter
Nytillskott till PFL-formatet inför 2021 års säsong var UFC-veteranerna Sheymon Moraes (fjädervikt), Cezar Ferreira (mellanvikt) och TUF-veteranen Joilton Lutterbach (lättvikt). Ytterligare nytillskott till serien var norska Cage Warriors-veteranen Marthin Hamelt i lätt tungvikt, tyska tungviktaren Hatef Moeil, sydkoreanske fjäderviktaren Jo Sung Bin och brasilianske tungviktaren Renan Ferreira.

## Regerande mästare
| Herrar        | Herrar          | Herrar               |
| Viktklass     | Övre viktgräns  | Mästare              |
| ------------- | --------------- | -------------------- |
| Tungvikt      | 265 lb / 120 kg | Ali Isajev (RUS)     |
| Lätt tungvikt | 205 lb / 93 kg  | Emiliano Sordi (ARG) |
| Mellanvikt    | 185 lb / 84 kg  | Louis Taylor (USA)   |
| Weltervikt    | 170 lb / 77 kg  | Ray Cooper III (USA) |
| Lättvikt      | 155 lb / 70 kg  | Natan Schulte (BRA)  |
| Fjädervikt    | 145 lb / 66 kg  | Lance Palmer (USA)   |
| Damer         |                 |                      |
| Viktklass     | Övre viktgräns  | Mästare              |
| Lättvikt      | 155 lb / 70 kg  | Kayla Harrison (USA) |

1. ↑  2018 års vinnare. Ingen vinnare utsedd 2019
2. ↑  Försvarade sin titel från 2018
3. ↑  Försvarade sin titel från 2018